# Loch Laggan (sjö i Storbritannien)
Loch Laggan är en sjö i Storbritannien.   Den ligger i kommunen Highland och riksdelen Skottland, i den norra delen av landet, 700 km norr om huvudstaden London. Loch Laggan ligger 296 meter över havet.  Trakten runt Loch Laggan består i huvudsak av gräsmarker.